# Astragalus ishigensis
Astragalus ishigensis är en ärtväxtart som beskrevs av Vladimir Leontjevitj Komarov. Astragalus ishigensis ingår i släktet vedlar, och familjen ärtväxter. Inga underarter finns listade i Catalogue of Life.